# إي إم دي فينوم II
فينوم II (بالإنجليزية: Phenom II)‏ هي عائلة مكونة من معالجات إي إم دي AMD متعددة النواة 45 نانومتر باستخدام معالج AMD K10 ، خلفًا لإي أم دي فينوم الأصلي. أصدرت إي إم دي إصدار مقبس إي أم 2+ من فينوم II في ديسمبر 2008، في حين تم إصدار إصدارات مقبس إي أم 3 مع دعم DDR3 جنبًا إلى جنب مع مجموعة أولية من المعالجات ثلاثية ورباعية النواة في 9 فبراير 2009. تتطلب أنظمة المعالجة المزدوجة مقبس أف+ لمنصة إي أم دي كواد أف أكس. تم إصدار الجيل التالي Phenom II X6 في 27 أبريل 2010.
المعالجة المتوازية (Parallel Processing) هي تقنية حاسوبية تُنفذ بها عدة عمليات في وقت واحد، مما يؤدي إلى إنقاص زمن المعالجة، لذلك السبب تُستخدم في معالجة التطبيقات الكثيفة مثل التنبؤ بالمستقبل الاقتصادي، إنتاج المؤثرات المرئية للأفلام المستقبلية.
هناك طريقتان شائعتان تُنفذ بها العمليات المتوازية:
- فإما أنه يتم تنفذيها من خلال تنفيذ عدة برامج (عمليات) في وقت واحد (multiprocessing).
- أو من خلال توزيع التعليمات البرمجية إلى مراحل (instruction-level).

يحتاج تنفيذ عدة برامج في وقت واحد إلى ربط عدة معالجات أو عدة حواسيب مع بعضها بعضا لحل مشكلة معينة، بينما عملية توزيع التعليمات إلى مراحل وتنفيذ كل مرحلة في وقت واحد تتم باستخدام معالج وحيد.
إن الزمن اللازم لإيجاد حل مشكلة ما في حال تقسيمها إلى عشرة أجزاء ومعالجتها على عشرة حواسيب في نفس الوقت يساوي إلى عشر الوقت الذي يحتاجه حاسوب غير موازي لحل كل جزء من أجزاء المشكلة العشرة بشكل تسلسلي.
صحيح أنه هناك العديد من التطبيقات القابلة للتجزيء إلى عمليات متوازية، ولكن هناك بعض العمليات من الصعب أن تُجزئ، لأن أجزاءها مرتبطة مع بعضها البعض، أي أن هناك أجزاء عليها أن تنتظر حل أجزاء أخرى حتى تستطيع حل الجزء الخاص بها، ولذلك تحدد هذه الأجزاء التسلسلية الوقت الكلي اللازم من أجل حل مشكلة ما.
ونتيجة لذلك كان هناك عدة تصاميم (أشكال) للمعالجات التي ستعالج المعلومات والتعليمات البرمجية، وكمثال عن ذلك المعالج AMD Phenom™ II Processor.

## مدخل
إن المعالج المكتبي AMD Phenom™ II من عائلة AMD متعدد النوى، وحدات المعالجة المركزية 45 nm، خليفة phenom الأصلي، صدر المقبس AM2 للمعالج Phenom II في عام 2008، بينما صدرت المقابس AM3 لتدعم رقاقات الذاكرة DDR3، والمعالج السابق الذكر مكون من رقاقات الـ 700 series ومن الرسوميات Radeon HD 4800 series المميزة، وهو يتميز أيضاً بتوفير الطاقة وإدارتها وبآلات التبريد ذوات الكفاءة.

## مميزات المعالج
1)	أول صناعة حقيقة لمعالج رباعي النوى X86.
2)	AMD64 with Direct Connect Architecture: نظام يساعد على تحسين الأداء والكفاءة عن طريق مباشر يربط بين المعالجات، وحدة تحكم الذاكرة، والإدخال / والإخراج إلى وحدة المعالجة المركزية، ويهدف إلى تفعيل التزامن بين 32 و 64 بت، إضافة لذلك إلى أن التحكم مدمج للذاكرة.
3)	AMD Balanced Smart Cache: الخابية L3 مشتركة إما 6MB أو 4MB حيث تضاعفت تقريباً ثلاث مرات بالنسبة لخابية المعالج الذي قبله مما أدى إلى زيادة في الأداء بنسبة 30%، أما الخابية L2 فحجمها 512KB لكل نواة.
4)	AMD Wide Floating Point Accelerator: 128 بت وحدة الفاصلة العائمة، مسار البيانات الداخلية 128 bit (وحدة فاصلة عائمة لكل نواة) مما يعطي أداء عالي أفضل.
5)	HyperTransport™ Technology: أفادت هذه التقنية في تسريع زمن الوصول إلى دخل / خرج النظام من أجل الحصول على أداء أفضل.
6)	Integrated DRAM Controller with AMD Memory Optimizer Technology: أفادت هذه التقنية في تحسين وتسريع الوصول إلى ذاكرة النظام من أجل أداء أفضل.
7)	AMD Virtualization™ (AMD-V™) Technology With Rapid Virtualization Indexing: أما هذه التقنية فهدفت إلى تحسين الأداء والاعتمادية عن طريق السماح للتطبيقات الافتراضية من إمكانية الوصول المباشر والسريع إلى الذاكرة، وبذلك يتم مساعدة البرمجيات الافتراضية لتشغيل أكثر أمان وفعالية مما يتيح تجربة أفضل عند التعامل معها.
8)	AMD PowerNow!™ Technology (Cool’n’Quiet™ Technology): لتعزيز ميزات إدارة الطاقة التي تقوم تلقائياً وعلى الفور بضبط حالات الأداء والميزات على أساس متطلبات المعالج، لتشغيل أكثر هدوءً ولتخفيض متطلبات الطاقة، حيث أصبحت تطبق على كامل المعالج.
9)	AMD CoolCore™ Technology: يساعد المستخدمين على أداء أكثر كفاءة من جانب «حيوي» تفعيل أو إيقاف أجزاء من المعالج، حيث يقلل المعالج من استهلاك الطاقة عن طريق إيقاف الأجزاء الغير مستخدمة منه. على سبيل المثال، يمكن التحكم في الذاكرة بإيقاف منطق الكتابة عند القراءة من الذاكرة، ويساعد ذلك على حفظ الطاقة، وتعمل هذه التقنية بشكل تلقائي دون التأثير على الأداء.
10)	Dual Dynamic Power Management™: تمكن المزيد من دقة وقوة القدرات الإدارية للحد من استهلاك الطاقة في المعالج، مما يساعد على تحسين الكفاءة.
ملاحظة مفيدة: كما أن إصدارات المقبس AM3 للمعالج Phenom II متوافقة مع المقبس AM2، كما أن المقبس AM3 يدعم كل من وحدات التحكم بالذاكرة DDR2 & DDR3 تصل إلى (DDR2 1066, DDR3 1333)، مما يسمح لمستخدمي AM2 لرفع مستوى وحدة المعالجة المركزية دون تغيير اللوحة الام أو الذاكرة، كما ويعطي مصنعي اللوحات وبناة النظام المزاوجة بين AM3 مع DDR2 للحد من تكاليف النظام، بالمقارنة مع الرقائق المتنافسة من Intel والتي تتطلب DRR3.

## أنواعه وتفاصيل مواصفاته
وله عدة أنواع منها ما هو ثنائي (Phenom II X2) النوى ومنها ما هو ثلاثي (Phenom II X3) أو رباعي النوى (Phenom II X4)، ويسمى كل منها بعدة أسماء.
AMD Phenom-based processor family
Desktop
| AMD K10       | Quad-core | Triple-core | Dual-core |
| ------------- | --------- | ----------- | --------- |
| Code-named    | Deneb     | Heka        | Callisto  |
| Core          | 45 nm     | 45 nm       | 45 nm     |
| Date released | Feb 2009  | Feb 2009    | Jun 2009  |

List of AMD Phenom microprocessors
النوى ومواصفاتها بالتفصيل بحسب الأنواع السابقة:

### Deneb
1.	Four AMD K10 cores
2.	45 nm SOI with Immersion Lithography
3.	L1 cache: 64 kB + 64 kB (data + instructions) per core
4.	L2 cache: 512 kB per core, full-speed
5.	L3 cache: 6 MB shared between all cores. The 800 series have 2 MB of its L3 Cache disabled due to defects.
6.	Memory controller: dual channel DDR2-1066 MHz (AM2+), dual channel DDR3-1333 (AM3) with unganging option
7.	MMX, Extended 3DNow!, SSE, SSE2, SSE3, SSE4a, AMD64, Cool'n'Quiet, NX bit, AMD-V
8.	Socket AM2+, Socket AM3, HyperTransport with 1800 to 2000 MHz
9.	Power consumption (TDP): 65, 95, 125 and 140 Watt
10.	First release: January 2009 (C2 Stepping).
11.	Clock rate: 2500 to 3400 MHz
12.	Models: Phenom II X4 805 to 965

### Heka
1.	Three AMD K10 cores using chip harvesting technique, with one core disabled
2.	45 nm SOI with Immersion Lithography
3.	L1 cache: 64 kB + 64 kB (data + instructions) per core
4.	L2 cache: 512 kB per core, full-speed
5.	L3 cache: 6 MB shared between all cores
6.	Memory controller: dual channel DDR2-1066 MHz (AM2+), dual channel DDR3-1333 (AM3) with unganging option
7.	MMX, Extended 3DNow!, SSE, SSE2, SSE3, SSE4a, AMD64, Cool'n'Quiet, NX bit, AMD-V
8.	Socket AM3, HyperTransport with 2000 MHz
9.	Power consumption (TDP): 65 and 95 Watt
10.	First release: 9 February 2009 (C2 Stepping)
11.	Clock rate: 2500 to 2800 MHz
12.	Models: Phenom II X3 705e to 720

### Callisto
1.	Two AMD K10 cores using chip harvesting technique, with two cores disabled
2.	45 nm SOI with Immersion Lithography
3.	L1 cache: 64 kB + 64 kB (data + instructions) per core
4.	L2 cache: 512 kB per core, full-speed
5.	L3 cache: 6 MB shared between all cores
6.	Memory controller: dual channel DDR2-1066 MHz (AM2+), dual channel DDR3-1333 (AM3) with unganging option
7.	MMX, Extended 3DNow!, SSE, SSE2, SSE3, SSE4a, AMD64, Cool'n'Quiet, NX bit, AMD-V
8.	Socket AM3, HyperTransport with 2000 MHz
9.	Power consumption (TDP): 80 Watt
10.	First release: June 2009 (C2 Stepping).
11.	Clock rate: 3000 to 3100 MHz
12.	Models: Phenom II X2 545 to 550